# Monte Waialeale

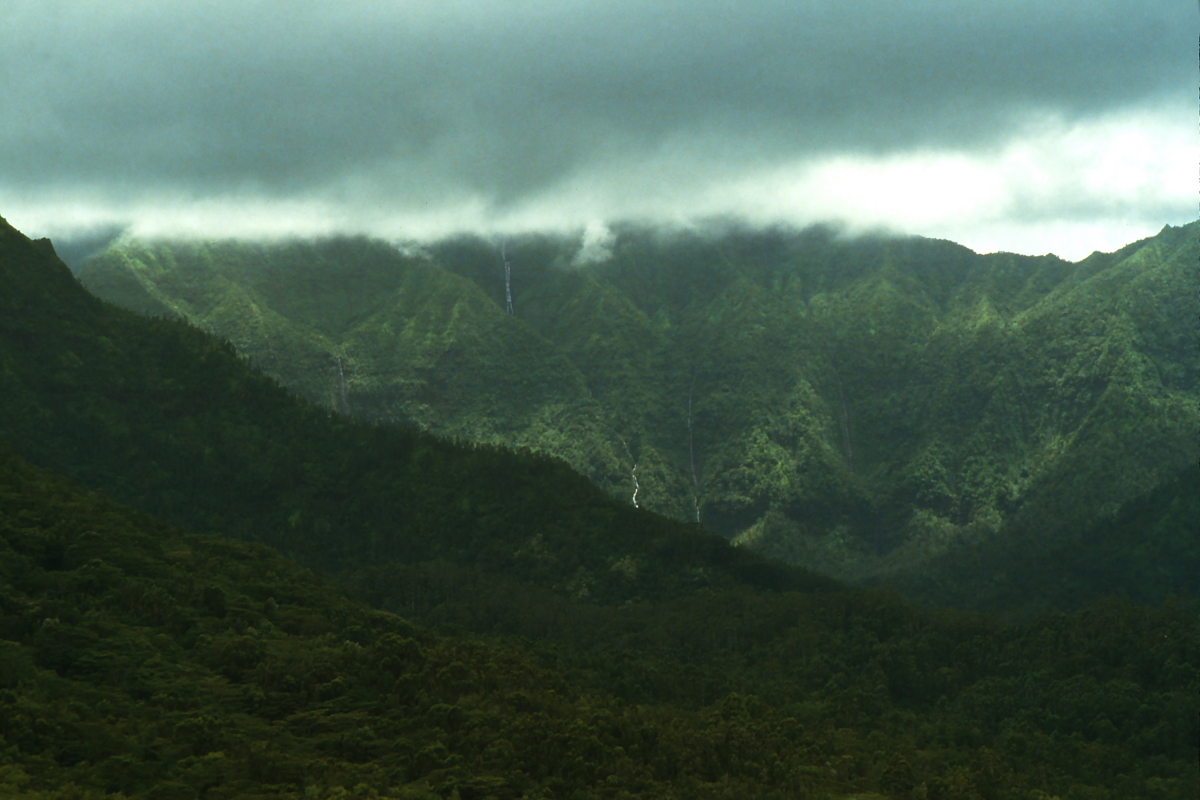
La cima del Monte Waialeale avvolta dalle nuvole

Il monte Waialeale (letteralmente acqua increspata o acqua traboccante), alto 1.569 m, è un vulcano a scudo nonché la seconda vetta dell'isola di Kauai nelle Hawaii.
Con una media di più di 10,8 metri di pioggia l'anno dal 1912 e con il record di 17,30 metri nel 1982, la sua cima è considerata uno dei punti più piovosi della Terra. L'industria turistica locale l'ha promosso come il punto più piovoso del mondo, anche se la media annuale dello stato del Meghalaya, in India, rilevata su un arco di 38 anni, è più alta raggiungendo gli 11,87 metri. Sia Mawsynram sia Cherrapunjee in Meghalaya sono considerati i punti più piovosi del mondo dal libro del Guinness dei primati, mentre la NOAA considera il dato di Lloró in Colombia come il più alto al mondo sebbene sia solo stimato. Va comunque precisato che il periodo delle piogge di Mawsynram è concentrato durante la stagione dei monsoni, mentre la pioggia che cade sul Waialeale è più uniformemente distribuita durante l'anno.
Parecchi fattori contribuiscono a rendere la cima del Waialeale più propensa alla formazione di precipitazioni rispetto al resto della catena montuosa dell'isola:
- la sua posizione settentrionale tra le isole hawaiane che la rende più esposta ai sistemi frontali che portano l'acqua durante l'inverno;
- la sua forma conica regolare e arrotondata che espone tutte le fiancate ai venti e all'umidità che essi portano;
- la cima che giace appena sotto lo strato cosiddetto di  inversione degli alisei, posto a 1.800 m, sopra il quale le nuvole prodotte dagli stessi alisei non riescono ad alzarsi;
- di importanza ancora maggiore, i fianchi ripidi che fanno sì che l'aria carica di umidità salga molto velocemente  - 910 m in meno di 800 m – facendo scaricare una grande quantità di pioggia in un unico posto anziché su un'area più vasta cosa che si verificherebbe se le fiancate fossero meno ripide.

La grande piovosità ha dato vita all'Alakaʻi Wilderness Preserve, una vasta area forestale sede di molte piante rare. Il terreno è così umido che l'accesso a piedi si rivela estremamente difficile, sebbene esistano appositi sentieri.